# Club Atlético Juventud Unida Universitario
O Club Atlético Juventud Unida Universitario, também conhecido como Juventud Unida Universitario ou por suas siglas C. A. J. U. U., é um clube esportivo argentino da cidade de San Luis, na província homônima, fundado em 8 de novembro de 1920.
Entre as muitas atividades esportivas praticadas no clube, a principal é o futebol, onde atualmente sua equipe masculina participa do Torneo Federal A, a terceira divisão do futebol argentino para as equipes indiretamente afiliadas à Associação do Futebol Argentino (AFA), sendo representante da Liga Sanluiseña de Fútbol ante o Conselho Federal do Futebol Argentino (CFFA).

## História

### Origem
O Club Atlético Juventud Unida Universitario, reconhece duas fundações com base em seus arquivos; a primeira ocorrida em idos de 1902; várias anos depois, em 8 de novembro de 1920, ocorreu a segunda e oficial fundação no tradicional bairro Bajo Chico, com Mauricio Coria como seu primeiro presidente. Desde seus primeiros anos, a entidade Auriazul começou a participar da Liga Sanluiseña de Fútbol e teve que esperar até 1946 para festejar seu primeiro título e o bi-campeonato viria anos depois em 1969.

## Estádio
Seu estádio de futebol é o Mario Sebastián Diez, também localizado em San Luis, que conta com capacidade aproximada para 10.000 torcedores. O estádio leva o nome de Mario Sebastián Diez, em homenagem a um importante dirigente do clube. Anteriormente, o estádio era de propriedade da Liga Puntana de Fútbol e foi adquirido pelo clube em 1984. A cancha do Juventud Unida Universitario também é conhecida popularmente como El Bajo.

## Títulos

### Futebol
| NACIONAIS                 | NACIONAIS | NACIONAIS |
| Competição                | Títulos   | Temporadas |
| ------------------------- | --------- | --- |
| Torneio Regional          | 1         | 1979 (como Alianza Juventud Unida Universitario Pringles; junto com onze outras equipes).                                                                                 |
| Torneo Argentino B        | 1         | 2000–01 (junto com o CA 9 de Julio). |
| REGIONAIS                 |           | |
| Competição                | Títulos   | Temporadas |
| Liga Sanluiseña de Fútbol | 25        | 1946, 1969, 1971, 1972, 1973, 1977, 1979, 1980, 1981, 1982, 1985, 1988, 1990, 1992–C, 1993–C, 1994–A, 1996–C, 1997–A, 1997–C, 1998–C, 2004–A, 2011, 2014, 2017–A, 2017–C. |